# Bốn bảo vật (Ireland)
Theo thần thoại Ailen, người Ailen có bốn bảo vật được dân tộc Tuatha Dé Danann mang về hòn đảo này từ bốn thành phố đó là Murias, Falias, Gorias và Findias.
Bốn bảo vật đó là Tảng đá Định mệnh, ngọn giáo của Lug, thanh kiếm của Núadu, và cái vạc của Dagda.